# Norma Shearer
Norma Shearer (Montréal, 1902. augusztus 10. – Los Angeles, 1983. június 12.) Oscar-díjas kanadai születésű amerikai színésznő.
Shearer Észak-Amerika egyik legnépszerűbb színésznője volt az 1920-as évek közepétől egészen az 1930-as évek végéig. A feminista karakterek egyik úttörőjének is számított: „Az első amerikai színésznő volt, aki sikkessé és elfogadhatóvá tette az egyedülálló, de már nem szűz nő szerepét a filmvásznon”.

## Fiatalkora
Shearer Montréalban született és nőtt fel, egy sikeres építész üzletember leányaként. Bár szülei házassága nem volt boldog, édesapja Andrew Shearer depresszióban szenvedett. Vonzó édesanyja Edith a pletykák szerint heroinfüggő, és hűtlen természetű volt férjéhez. Egyik vád sem nyert soha teljes bizonyosságot, de az tény, hogy Edith korán megunta a házasságát, és minden energiáját a lányának szentelte, akiből híres zongoristát akart faragni.
Normát szintén érdekelte a zene, de amikor kilencévesen látott egy vidámoperettet, eldöntötte hogy színésznő akar lenni. Édesanyja támogatta, de titkon félt, hogy lánya megjelenése veszélyeztetni fogja esélyeit: „Zömök alkat, túl széles vállakkal, túl izmos lábak, formátlan kezek.” De emellett elismerte, hogy „ádázul ambiciózus volt már kislányként is”.
Norma szerint a „kellemes álom” 1918-ban ért véget, amikor nővére, Athole első súlyos ideg-összeroppanását szenvedte el, és apja cégje is csődbe ment. Ez arra kényszerítette a családot, hogy Montréal peremvárosába, egy sivár házba költözzenek. Edith heteken belül elhagyta férjét, és lányaival egy olcsó panzióba költözött. Néhány hónappal később bátyja ösztönzésére - aki hitt benne, hogy unokahúga a tehetségével tud érvényesülni a Keleti Parton - eladta lánya zongoráját, és a pénzből három vonatjegyet vett New Yorkba. Emellett a zsebében volt egy ajánlólevél Norma számára egy jó nevű helyi színháztulajdonos Florenz Ziegfeldhez.

## Pályafutása

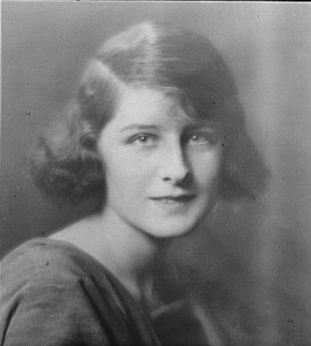
Shearer 1920 körül

### Kezdetek
A három Shearer 1920 januárjában érkezett meg New Yorkba. Találkozása Ziegfelddel katasztrofálisan sikerült, aki nyíltan visszautasította. Állítólag kutyának nevezte, kritizálva keresztbe állt szemeit és tömzsi lábait.[forrás?] Norma viszont nem adta fel: „Megtudtam, hogy az Universal Pictures nyolc csinos lányt keres kiegészítő szerepre. Athole és én elmentünk a válogatásra, de ötven lány között találtuk magunkat. Az egyik színészválogató le fel járt minket méregetve. Kiválasztotta az első hármat, majd a negyediket. Az ötödik és hatodik nem volt vonzó, de a hetedik igen. Így már hét ki volt választva, de a válogató és köztem még mindig vagy három méter távolság volt. Gyorsan csinálnom kellett valamit. Hangosan köhögtem, és amikor a férfi a köhögés irányába fordult, lábujjhegyre álltam és egyenesen rámosolyogtam. Az átlátszó cselemre szélesen elmosolyodott, odasétált hozzám és azt mondta: „Nyertél Húgi. Te vagy a nyolcadik.””
Több kiegészítő szerepet is kapott, köztük D. W. Griffith Út a boldogság felé című filmjében is. Bár szemei Griffitht se nyűgözték le. A még mindig rendíthetetlen Shearer a megtakarított pénzéből a jó nevű specialistához Dr. William Bateshez fordult, aki izomgyakorlatokat írt neki elő, melynek napi gyakorlásával néhány éven belül sikeresen palástolni tudja majd fogyatékosságát a filmvásznon. Órákat töltött a tükör előtt, szem -és testgyakorlatokat végezve. Esténként pedig a Broadway színházaiban ült, hogy híres színésznők fortélyait tanulhassa el.
Hogy anyagi szükségeit kielégítse, modell-megbízatásokat is vállalt: „Úgy tudtam mosolyogni egy mosószappannal a kezemben, mintha a Ritzben lettem volna vacsorán.” A Springfield Autógumi új modellje is lett, kivilágított arcképe mosolygott le egy óriási hirdetőtábláról.
Egy évvel New Yorkba érkezése után 1921-ben kapott egy kisebb szerepet a The Stealers című B kategóriás moziban. Ezután több jelentéktelen némafilm következett, míg fel nem tűnt Hal Roach producernek, aki Hollywoodon kívül keresett tehetségeket. 1923-ban találkoztak, és Roach ajánlatot tett a filmmogul Louis B. Mayer nevében. Shearer egy hat hónapra szóló szerződést írt alá heti 250 dollárért, amiben volt opció a meghosszabbításra, továbbá egy főszerep a The Wanters című filmben.

### Hollywood
1923 tavaszán hagyta el New Yorkot. Los Angelesbe érkezve, miután egy órát várakozott a vasútállomáson, de nem ment ki elé senki, rájött hogy új stúdiója nem fog neki filmcsillaghoz illő fogadtatást rendezni, ezért inkább taxit hívott. Másnap reggel ment be a Mayer Filmstúdióba, ahol találkozott az alelnök Irving Thalberggel. Shearer a bemutatkozásnál zavarban volt, de később „lenyűgözött a szilárdsága, higgadtsága és a majdnem fekete, áthatolhatatlan szemei sápadt arcába ágyazva”.
Shearernek a próbafelvételek eleinte nehezen mentek. Egyszer az operatőr Ernest Palmer dühtől remegve találta a folyosón. Shearer nagyon csalódott volt teljesítményétől. Miután Palmer is megnézte a próbafelvételt, elismerte hogy gyengén sikerült. Viszont segített megcsinálni egy második felvételt is, ami már meggyőzte a stúdió vezetését. Úgy tűnt, hogy övé a főszerep a The Wantersben, de a rendező nem találta elég fotogénnek. Ezért Shearernek csalódottan be kellett érnie egy kisebb szereppel.
A következő szerepét a Pleasure Madben kapta. Már néhány nappal a forgatás megkezdése után nem álltak jól a dolgai, csak kínlódott. Végül a rendező elpanaszolta Mayernek, hogy nem tud mit kezdeni a fiatal színésznővel. Mikor Shearert behívták Mayer irodájába, meg volt róla teljesen győződve, hogy vége lesz pályafutásának: "De meglepetésemre Mr. Mayer apáskodó módon viselkedett. 'Úgy néz ki van egy kis probléma' mondta, 'beszélj róla'. Azt mondtam, hogy a rendező kiabál velem és ez megrémít. Senki sem figyelmeztetett, de Mayer mindannyiunknál jobb színész volt, és én felkészületlen voltam, hogy mi fog történni. Előadott egy figyelemfelhívó kirohanást, kiabált velem, bolondnak és gyávának nevezett, azzal vádolt, hogy tönkreteszem a karrieremet csak mert nem jövök ki a rendezővel. Ez működött. Könnyes, de mégis eltökélt lettem. 'Meg fogom mutatni' mondtam neki. 'Majd meglátja!' Mayer elragadtatva váltott ismét atyáskodó szerepbe: 'Ezt akartam hallani' mondta és mosolyodott el." Shearer beváltotta ígéretét, és elnyerte mind a rendező, mind a stúdió tiszteletét. Jutalmul Thalberg beválogatta hat filmbe is a következő nyolc hónapban.
1924-ben megalakult a Metro-Goldwyn-Mayer stúdió, és Shearer szerepelt is a stúdió első filmjében az Akit arcul csaptakban, ami kasszasiker lett. 1925-ben aláírta az új szerződését már heti ezer dollárért, ami az elkövetkező öt évben ötezer dollárig emelkedett.

### Irving Thalberg

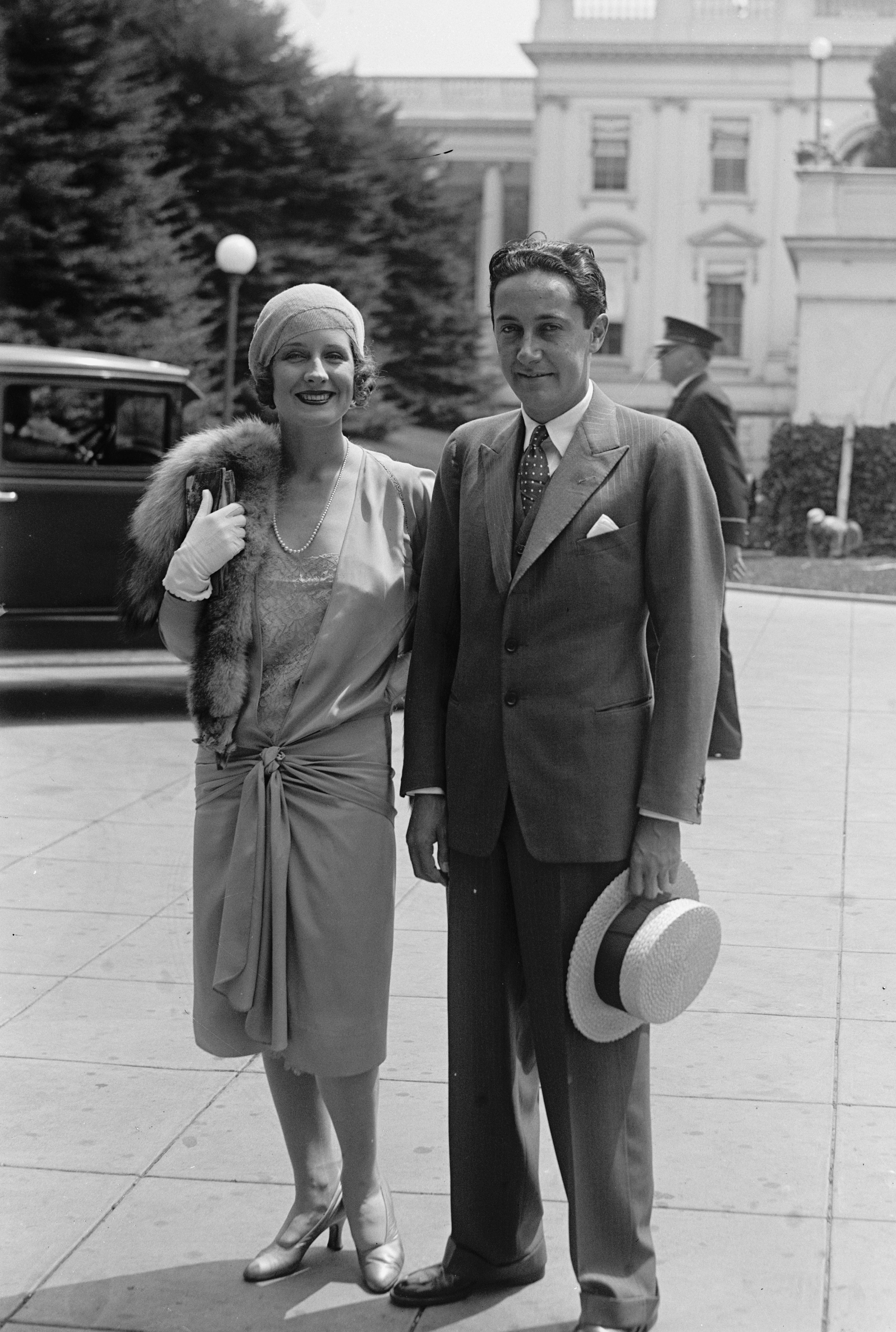
Shearer és Thalberg 1929-ben

Miután Shearer filmsztárrá vált, következő kihívása az volt, hogy az is maradjon. A stúdiónál sok más tehetséges színésznő is dolgozott, és rájött, hogy keményen meg kell harcolnia, hogy az élen maradhasson. Látva Greta Garbo betörését, többször is felkereste Thalberget jobb szerepek érdekében. Thalberg türelmesen végighallgatta, majd azt tanácsolta Shearernek, hogy maradjon nyugton, az MGM tudja mi a legjobb, és azok a filmek, amelyekre panaszkodik, tették népszerű színésznővé.
1925 júliusában Shearer kapott egy telefonhívást Irving titkárnőjétől afelől tudakozván, hogy lenne-e kedve megnézni Charlie Chaplin Aranylázának premierjét. Azon az estén jelentek meg először együtt a nyilvánosság előtt. Pár héttel később Norma Montréalba utazott meglátogatni édesapját. Találkozott egy régi iskolai barátjával is, aki erre így emlékezett vissza: "Az ebéd végén a kávé alatt Norma keresztülhajolt az asztalon. 'Őrülten szerelmes vagyok' suttogta. 'Kibe?' 'Irving Thalbergbe' válaszolta és mosolyodott el. Megkérdeztem, hogy hogy érez Thalberg. 'Remélem hozzámegyek' mondta Norma, majd hozzátette: 'Hiszem, hogy hozzá fogok menni.'"
1927-ben Shearer kapott egy hívást Thalberg irodájából. Amint belépett Thalberget az asztal mögött találta, előtte egy tálca gyémánt jegygyűrű hevert, amiből Norma választhatott. A legnagyobbat vette ki. Szeptember 29-én házasodtak meg, ami az év esküvője volt Hollywoodban. Az esküvő előtt Shearer még áttért a zsidó vallásra, Thalberg hitére. A párnak két gyermeke született: Irving Jr. (1930–1988) és Katherine (1935–2006). Házasságuk 1936-ig, Thalberg haláláig tartott.

### Hangosfilmek
Egy héttel az esküvője után kezdték vetíteni a mozik az első egész estés hangosfilmet, A dzsesszénekest, ami forradalmasította a filmipart. Megannyi némafilmes karrier tört derékba, de Shearer eltökélte, hogy az övé nem fog. Testvére Douglas, az MGM tehetséges hangtechnikusa nagy figyelmet fordított arra, hogy húgát megismertesse a mikrofonnal.
Első hangosfilmje a The Trial of Mary Dugan (1929) volt., ami hatalmas siker lett. Egy évvel később elnyerte az Oscar-díjat a legjobb női főszereplő kategóriában az Ex-feleség-ben nyújtott alakításának köszönhetően. Zajos siker volt a Magánéletek és az Egy szabad lélek is 1931-ben. Ezeknek a filmeknek köszönhetően meg tudta tartani a vezető helyét az MGM színésznői között. Házassága Thalberggel nagyobb befolyást biztosított neki Hollywoodban. Riválisai nehezteltek is ezért rá, csakúgy mint Joan Crawford, aki azért panaszkodott, hogy állandóan Shearernek ajánlják a legjobb szerepeket és feltételeket: „Hogy tudnék versenyezni Normával amikor ő a főnökkel alszik?”

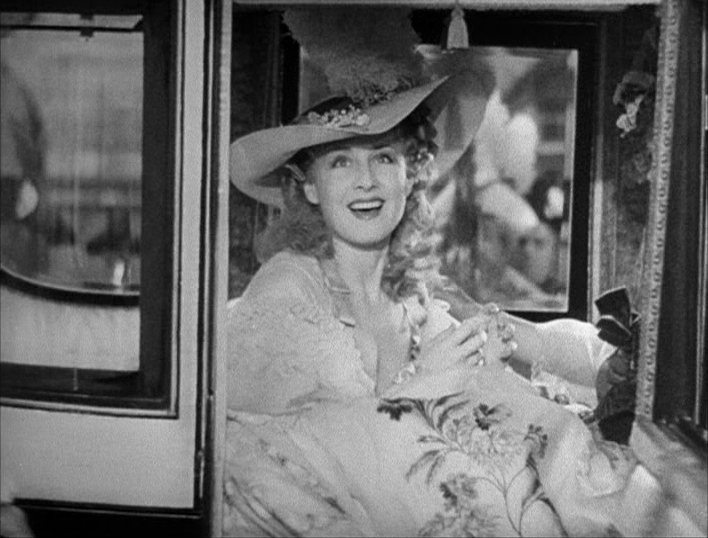
Az 1938-as Marie Antoinette-ben

### Az MGM királynője
Legnagyobb kasszasikerét 1934-ben A Wimpole Street-i Barrettek című filmmel könyvelhette el, ahol Fredric March és Charles Laughton partnere volt. A film 668 000 ezer dolláros profitot termelt.
1939-ben az ő neve is felmerült, mint lehetséges Scarlett O’Hara az Elfújta a szélben. Habár Shearer kifejezetten nem érdeklődött a szerep iránt, viccesen meg is jegyezte: „Scarletté hálátlan szerep. Akit igazán el szeretnék játszani az Rhett Butler.”
Pályafutása alatt hatszor jelölték Oscar-díjra, melyből egyszer nyert az Ex-feleség-gel.
1942-ben hibát követett el, hogy a Mrs. Miniver főszerepét visszautasította a Her Cardboard Lover-ért, ami csúnyán megbukott. Shearer még abban az évben hivatalosan vissza is vonult a filmezéstől, 40 éves korában.

## Visszavonulása és halála
A visszavonulása után 1942-ben hozzáment Martin Arrougé (1914–1999), korábbi síoktatóhoz. Habár többször is megjelent nyilvános rendezvényeken a későbbiekben, a hollywoodi ragyogás már nem érdekelte, magánéletét nem teregette ki. A titkársága 1960-ban kiadott közleménye szerint: „Miss Shearer nem akar semmi nyilvánosságot. Nem nyilatkozik senkinek, de elmondhatom, hogy visszautasított több filmszerepet és televíziós felkérést is.” Haláláig házas maradt második férjével. 1983-ban hunyt el tüdőgyulladás és Alzheimer-kór következtében, 80 évesen. Betegsége miatt utolsó éveiben férjét, Martint, Irvingnek szólította.

## Fontosabb díjak és jelölések
Oscar-díj
- díj: legjobb női főszereplő - Ex-feleség (The Divorcee) (1930)
- jelölés: legjobb női főszereplő - Marie Antoinette (1939)
- jelölés: legjobb női főszereplő - Rómeó és Júlia (1937)
- jelölés: legjobb női főszereplő - Barrették a Wimpole utcából (1935)
- jelölés: legjobb női főszereplő - Egy szabad lélek (1931)
- jelölés: legjobb női főszereplő - Their Own Desire (1930)

Velencei Nemzetközi Filmfesztivál
- díj: legjobb színésznő - Marie Antoinette (1938)

## Jelentősebb filmjei
- 1939 - Az asszony (The Women) - Mrs. Stephen Haines
- 1938 - Marie Antoinette - Marie Antoinette
- 1936 - Rómeó és Júlia (Romeo and Juliet) - Júlia
- 1934 - A Wimpole Street-i Barrettek (The Barretts of Wimpole Street) - Elizabeth Barrett
- 1931 - Magánéletek (Private Lives) - Amanda Prynne
- 1931 - Egy szabad lélek (A Free Soul) - Jan Ashe
- 1930 - Ex-feleség (The Divorcee) - Jerry Martin
- 1924 - Akit arcul csaptak (He Who Gets Slapped) - Consuelo

## További információ
- Norma Shearer a PORT.hu-n (magyarul)
- Norma Shearer az Internetes Szinkronadatbázisban (magyarul)
- Norma Shearer az Internet Movie Database-ben (angolul)
- Norma Shearer a Rotten Tomatoeson (angolul)

## Fordítás
- Ez a szócikk részben vagy egészben  a   Norma_Shearer című angol Wikipédia-szócikk fordításán alapul.  Az eredeti cikk szerkesztőit annak laptörténete sorolja fel. Ez a jelzés csupán a megfogalmazás eredetét és a szerzői jogokat jelzi, nem szolgál a cikkben szereplő információk forrásmegjelöléseként.